# Love Wins (film 1919)
Love Wins è un film muto del 1919 (il nome del regista non viene riportato nei credit).

## Produzione
Il film fu prodotto dalla H&H Productions.

## Distribuzione
Il film uscì nelle sale cinematografiche statunitensi nel luglio 1919.